# Хадли (город, Миннесота)
Хадли (англ. Hadley) — город в округе Марри, штат Миннесота, США. На площади 1 км² (0,7 км² — суша, 0,3 км² — вода), согласно переписи 2002 года, проживают 81 человек. Плотность населения составляет 113 чел./км².
- Телефонный код города — 507
- Почтовый индекс — 56151
- FIPS-код города — 27-26450[1]
- GNIS-идентификатор — 0644553[2]